# Haut-shérif du Gwent
Le haut-shérif du Gwent (High Sheriff of Gwent en anglais et Uchel Siryf Gwent en gallois) est le représentant judiciaire de la monarchie britannique dans le comté du Gwent.
La fonction est pour la première fois exercée par Christopher Eustace Hill, nommé le 26 mars 1974 pour l’année 1974-1975. Helen Mifflin est le haut-shérif du Gwent pour l’année 2024-2025 à la suite de sa nomination le 14 mars 2024.

## Histoire
Au sens du Local Government Act 1888, les shrievalties sont définies à partir des comtés administratifs créés à partir du 1er avril 1889 en Angleterre et au pays de Galles. Cependant, au pays de Galles, celles-ci sont modifiées au 1er avril 1974 d’après la disposition 219 du Local Government Act 1972,.
Une nouvelle shrievalty couvrant le comté du Gwent est ainsi érigée à partir de celles de Brecon et du Monmouthshire (comprenant le borough de comté de Newport), de façons partielles. Alors que les fonctions de shérifs de Brecon (en) et du Monmouthshire (en) sont abolies le 31 mars 1974, celle de haut-shérif du Gwent est instituée au 1er avril 1974.
Le Local Government (Wales) Act 1994 abolit les comtés créés au pays de Galles par la loi de 1972 au 31 mars 1996. Toutefois, ceux-ci conservent un rôle cérémoniel limité en tant que comtés préservés, notamment dans le cadre des shrievalties. Ainsi, le comté préservé du Gwent reste opérationnel dans de nouvelles limites territoriales, qui sont les mêmes que celles décrites par la loi en 1972.

## Liste des haut-shérifs
| Identité                              | Nomination   | Souverain    | Année     |
| ------------------------------------- | ------------ | ------------ | --------- |
| Christopher Eustace Hill              | 26 mars 1974 | Élisabeth II | 1974-1975 |
| Charles Frederick Griffin             | 18 mars 1975 | Élisabeth II | 1975-1976 |
| Ronald Vivian Courtney Jones          | 17 mars 1976 | Élisabeth II | 1976-1977 |
| Richard Hanbury-Tenison               | 9 mars 1977  | Élisabeth II | 1977-1978 |
| Patrick John Ronald Waller            | 21 mars 1978 | Élisabeth II | 1978-1979 |
| Michael Taylor Harding-Rolls          | 14 mars 1979 | Élisabeth II | 1979-1980 |
| Alfred Joseph Gooding                 | 19 mars 1980 | Élisabeth II | 1980-1981 |
| Thomas Robb Coughtrie                 | 18 mars 1981 | Élisabeth II | 1981-1982 |
| Christopher Samuel Inglefield         | 10 mars 1982 | Élisabeth II | 1982-1983 |
| John Frazer Ingledew                  | 16 mars 1983 | Élisabeth II | 1983-1984 |
| Thomas Robert Baxter-Wright           | 14 mars 1984 | Élisabeth II | 1984-1985 |
| Michael John Marshal Clarke           | 20 mars 1985 | Élisabeth II | 1985-1986 |
| Colin Hughes Davies                   | 26 mars 1986 | Élisabeth II | 1986-1987 |
| Geoffrey David Inkin                  | 18 mars 1987 | Élisabeth II | 1987-1988 |
| Lennox Alexander Hawkins Napier       | 23 mars 1988 | Élisabeth II | 1988-1989 |
| Philip Arnold Brown                   | 15 mars 1989 | Élisabeth II | 1989-1990 |
| Alun Thomas Beverley-Jones            | 14 mars 1990 | Élisabeth II | 1990-1991 |
| James Frederic Whigham McConnel       | 20 mars 1991 | Élisabeth II | 1991-1992 |
| Christopher Allan Harding-Rolls       | 16 mars 1992 | Élisabeth II | 1992-1993 |
| Simon Hugh Patrick Boyle (en)         | 10 mars 1993 | Élisabeth II | 1993-1994 |
| Samuel Anthony John Pierre Bosanquet  | 15 mars 1994 | Élisabeth II | 1994-1995 |
| Richard John Cleeve                   | 15 mars 1995 | Élisabeth II | 1995-1996 |
| Ian Francis Donald                    | 13 mars 1996 | Élisabeth II | 1996-1997 |
| Andrew Murray Kerr                    | 19 mars 1997 | Élisabeth II | 1997-1998 |
| Robert Longueville Dean               | 18 mars 1998 | Élisabeth II | 1998-1999 |
| Julia Clare Johnson                   | 10 mars 1999 | Élisabeth II | 1999-2000 |
| John Hedley Hooper                    | 15 mars 2000 | Élisabeth II | 2000-2001 |
| John Wardlaw Hanbury Tenison          | 14 mars 2001 | Élisabeth II | 2001-2002 |
| Wiliam Neville Waters                 | 26 mars 2002 | Élisabeth II | 2002-2003 |
| David Selby Milner                    | 20 mars 2003 | Élisabeth II | 2003-2004 |
| Brian Watkins                         | 10 mars 2004 | Élisabeth II | 2004-2005 |
| Tobin Elliott                         | 22 mars 2005 | Élisabeth II | 2005-2006 |
| Audrey Elizabeth Hull                 | 8 mars 2006  | Élisabeth II | 2006-2007 |
| Michael John Howard Harry             | 6 mars 2007  | Élisabeth II | 2007-2008 |
| Judith Elizabeth Child                | 12 mars 2008 | Élisabeth II | 2008-2009 |
| Stephen James Brindley Hughes         | 18 mars 2009 | Élisabeth II | 2009-2010 |
| Wilfred Hugh Phillips                 | 17 mars 2010 | Élisabeth II | 2010-2011 |
| Diana Hayman-Joyce, lady Hayman-Joyce | 16 mars 2011 | Élisabeth II | 2011-2012 |
| Helen Elizabeth Murray                | 14 mars 2012 | Élisabeth II | 2012-2013 |
| Murray Alexander MacFarlane           | 13 mars 2013 | Élisabeth II | 2013-2014 |
| Gilian Ann Sheddick                   | 5 mars 2014  | Élisabeth II | 2014-2015 |
| Andrew Simon Tuggey                   | 19 mars 2015 | Élisabeth II | 2015-2016 |
| Anthony John Clay                     | 15 mars 2016 | Élisabeth II | 2016-2017 |
| John Kevin Lynn Thomas                | 8 mars 2017  | Élisabeth II | 2017-2018 |
| Sharon Elevyn Lesley Linnard          | 14 mars 2018 | Élisabeth II | 2018-2019 |
| Claire Elizabeth Clancy (en)          | 13 mars 2019 | Élisabeth II | 2019-2020 |
| Timothy Mark Sinclair Russen          | 11 mars 2020 | Élisabeth II | 2020-2021 |
| Phillip Martyn Alderman               | 10 mars 2021 | Élisabeth II | 2021-2022 |
| Malgwyn Davies                        | 16 mars 2022 | Élisabeth II | 2022      |
| Malgwyn Davies                        | 16 mars 2022 | Charles III  | 2022-2023 |
| Simon John Gibson                     | 8 mars 2023  | Charles III  | 2023-2024 |
| Helen Mifflin                         | 13 mars 2024 | Charles III  | 2024-2025 |